# لوتشيان إيتو
لوتشيان إيتو (بالرومانية: Lucian Itu)‏ هو لاعب كرة قدم روماني في مركز الهجوم، ولد في 8 سبتمبر 1978 في Cugir ‏ في رومانيا. لعب مع ACS Minerul Lupeni ‏.

## وصلات خارجية
- لوتشيان إيتو على موقع قاعدة بيانات كرة القدم.إي يو (الإنجليزية)
- لوتشيان إيتو على موقع Soccerway.com (الإنجليزية)